# Zvěstování (da Vinci, 1472)

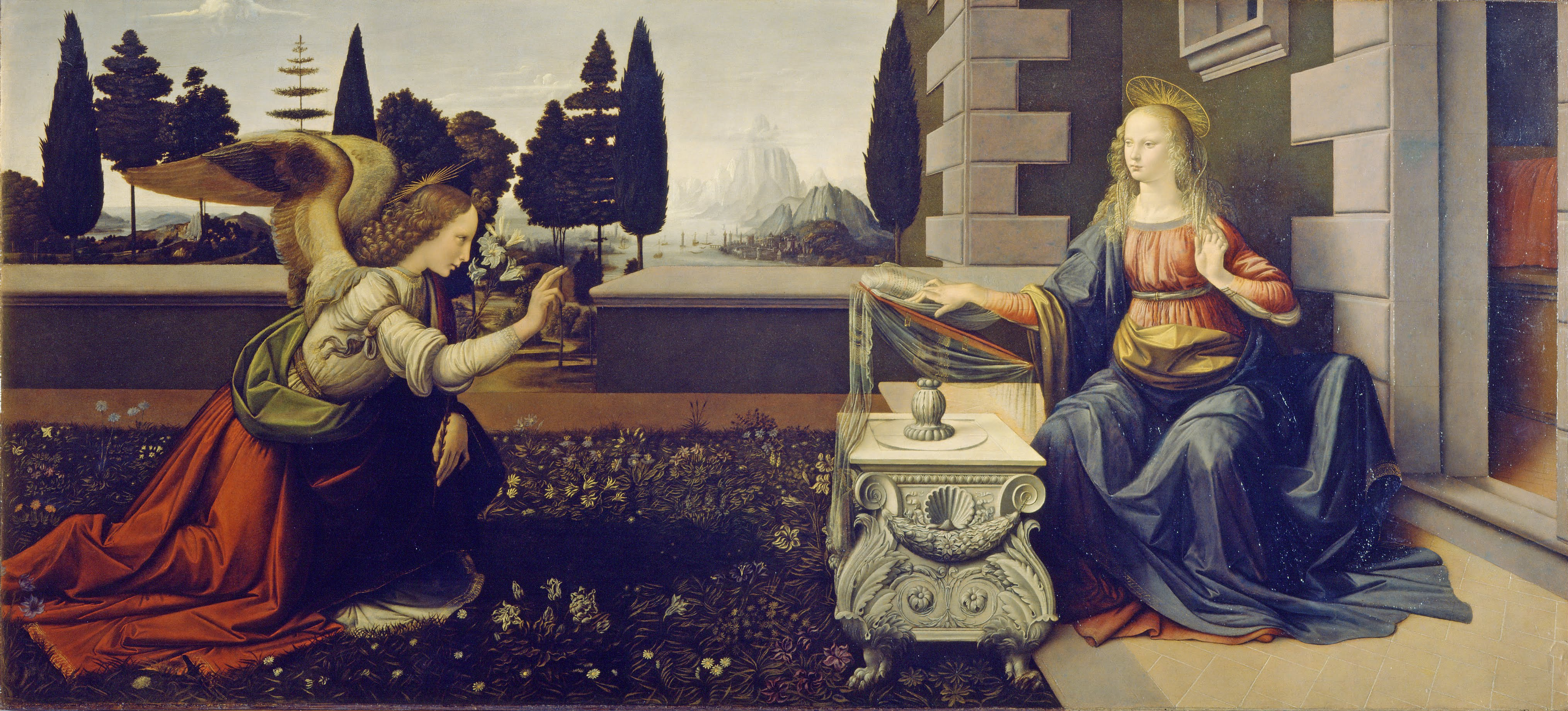
Zvěstování

Zvěstování, italsky Annunciazione je obraz renesančního umělce Leonarda da Vinciho z roku 1472.
Leonardo je autorem dvou verzí s tematikou zvěstování Panně Marii. Druhá verze Zvěstování, umístěná v pařížském Louvru, vznikla v roce 1478.
Dílo z roku 1471 vzniklo během Leonardova působení v umělecké dílně Andrei del Verrocchia. Původně bylo určeno pro klášter San Bartolomeo v Monteoliveto nedaleko Florencie a do Uffizi, kde se nachází dodnes, se dostalo v roce 1867. Na malbě je patrný vliv florentské malířské školy, zejména Sandra Botticelliho. Zobrazení perspektivy a postav zde působí mírně neohrabaně. Dílo je zvláštní svým prostorovým podáním. Zatímco anděl a stromy na levé straně obrazu jsou zobrazeni klasicky z profilu, pravá strana s budovou je pojata zcela prostorově; Maria je zobrazena téměř v čelním pohledu.
Obraz zachycuje tradiční námět, kdy archanděl Gabriel přichází Panně Marii zvěstovat narození Ježíše Krista (Lk 1: 26-38). Na pozadí schematicky nastíněné země anděl s lilií v levé ruce a se žehnajícím gestem pravé ruky zvěstuje Marii Boží vůli. Ta v úleku, ale současně s výrazem hluboké úcty naznačeném gestem levé ruky, přijímá tuto zvěst.
Obraz má v sobě symbolické prvky – lilie v andělově ruce jako symbol čistoty a nevinnosti a mramorová truhlice před Marií připomínající sarkofág je odkazem na hrob Piera Cosima de Medici ve florentské bazilice San Lorenzo, dílo Leonardova učitele Verrocchia.
Leonardovo autorství tohoto díla bylo dlouho zpochybňováno. Původně se předpokládalo, že obraz je dílem jiných, starších mistrů (např. Ghirlandaia nebo samotného Verrocchia). Pochybnosti vyvrátil nález Leonardových studií k tomuto dílu.